# Дейв Бернс
Дейв Бернс (англ. Dave Burns), повне ім'я Де́від Фі́лліп Бернс (англ. David Phillip Burns; 5 березня 1924, Перт-Амбой, Нью-Джерсі — 5 квітня 2009, Фріпорт, Нью-Йорк) — американський джазовий трубач, флюгельгорніст і аранжувальник.

## Біографія
Народився 5 березня 1924 року в Перт-Амбой, Нью-Джерсі. Навчався у Ентоні Аквавіви (1933—37), Ніколаса Моррісі (1937—41), Кармін Карузо (1959—61). Грав з Savoy Sultans (1942—43), потім керував армійським ансамблем Повітряних сил США (1943—45).
Грав з біг-бендом Діззі Гіллеспі (1945—49), Дюком Еллінгтоном (1950—52), Джеймсом Муді (1952—57). Деякий час не мав основної роботи (1957—60), потім грав з Біллі Мітчеллом-Елом Греєм (1961—63), Віллі Бобо (1963—65). У 1960-х підписав контракт з лейблом Vanguard, на якому випустив два альбоми Dave Burns (1962) і Warming Up! (1963). Виступив на телешоу Леона Бібба на телеканалі NBC (1965—66). Очолював гурт разом з Біллом Інглішом у клубі Minton's (1966—68). Переїхав на Лонг-Айленд, грав з Біллі Мітчеллом на Project Read (1969). Читав лекції та грав у школах з Int'l Art of Jazz з 1968 року; також викладав в Університеті Стоуні-Брук і давав приватні уроки. Також працював з Едді Джефферсоном, Мілтом Джексоном, Джонні Гріффіном, Джорджом Воллінгтоном і Декстером Гордоном.
У 1957 році здобув нагороду від Національної асоціації сприяння прогресу кольорового населення (NAACP).
Помер 5 квітня 2009 року у Фріпорті, Нью-Йорк у віці 85 років.

## Дискографія
- Dave Burns (Vanguard, 1962)
- Warming Up! (Vanguard, 1964)